# マスカレード・イブ
『マスカレード・イブ』は、東野圭吾の連作推理小説。「マスカレード」シリーズの第2作。

## 概要
捜査一課の刑事・新田浩介とホテルマン・山岸尚美が『マスカレード・ホテル』の事件で出会う以前のミステリーをめぐる前日譚。

前作で僅かに触れられた台詞や場面に関するエピソードの詳細が明かされている。
『小説すばる』（集英社）2013年2月号から2014年11月号までに掲載された3編に書き下ろしの表題作「マスカレード・イブ」を加え、2014年8月21日に集英社文庫から刊行された。
東野の提案で単行本化を経ず文庫オリジナルとして刊行され、発売から約1か月半で発行部数100万部を記録している。

## あらすじ
それぞれの仮面
コルテシア東京の新人フロントクラーク・山岸尚美の前に、大学時代の交際相手・宮原隆司が宿泊客として現れる。
宮原は、元プロ野球選手でタレントの大山将弘のマネージャーとして、大山とともにチェックインする。
その夜、宮原は尚美を客室に呼出し、愛人が自殺をほのめかし自室から失踪したと相談する。愛人は以前にも自殺未遂を起こしており、事態は深刻と考えられた。宮原は、妻や会社には知られたくないとして、尚美に対し、翌朝のスペイン出発までに愛人を秘密裏に見つけ出してほしいと依頼する。
尚美は宮原の依頼を引き受けるが、次々と高価なルームサービスを注文するプレジデンシャル・スイートの宿泊客の存在から、愛人失踪騒動に関わる様々な人間たちの仮面の下の素顔を垣間見ることになる。
ルーキー登場
捜査一課に配属されたばかりの新人刑事・新田浩介は、ホワイトデーの夜に発生した実業家・田所昇一殺害事件の捜査に駆り出される。
田所は夜分にランニング中、何者かに襲われて殺害されたと見られ、現場付近には犯人が待ち伏せしていたと推定される煙草の吸殻が残されていた。
田所の周辺には怨恨や痴情のもつれで殺害動機を持つ人物が見当たらず捜査は難航するが、新田はふとした閃きから犯行の手口を推測し、それを手がかりに容疑者を特定する。
そして新田は、容疑者の殺害動機を調べる過程で明らかとなった、ある人物の仮面の下に隠された複雑かつ狡猾な素顔に迫っていく。
仮面と覆面
コルテシア東京にオタクと見て取れる5人組の男性客がチェックインする。彼らの目的は、ホテルに滞在する美人と噂の覆面女流作家・タチバナサクラを探し出すことだった。
フロントクラークの尚美は、タチバナサクラの担当編集者・望月和郎に状況を報告し、混乱を避けるため警戒を強める。
しかし、タチバナサクラとして現れた宿泊客は、玉村薫という中年男性だった。望月から、玉村が覆面女流作家として活動せざるをえなくなった事情を明かされた尚美は、彼の正体がオタクたちに知られないよう対応にあたる。
一方で尚美は、締め切りに間に合うよう缶詰め状態で執筆にあたるはずの玉村が頻繁に外出していることに気づき、疑問を抱く。
マスカレード・イブ
尚美が開業間もないホテル・コルテシア大阪へ教育係を兼ねた応援として派遣されたころ、都内で大学教授・岡島孝雄の刺殺体が教授室で発見される密室殺人が発生する。
捜査一課の新田は、所轄の女性警官・穂積理沙とともに事件の捜査にあたり、同じ学部に所属する准教授・南原定之を有力な容疑者として注視する。
南原は犯行時刻に京都のホテルにいたと証言するが、新田の調べによりそのアリバイは崩れる。その後、南原は大阪のホテルに宿泊していたと証言を改めるが、同伴していた女性が人妻で迷惑がかかるとして、ホテル名や相手の身元についての供述を拒む。
新田は自身の潔白を証明するアリバイ供述を避ける南原の真意を掴めずにいたが、追及の末に南原は遂に宿泊先を明かす。それは尚美の派遣先であるコルテシア大阪であった。

## 登場人物

### 主要人物
新田 浩介（にった こうすけ）
警視庁捜査一課に配属されたばかりの新人刑事。
山岸 尚美（やまぎし なおみ）
「ホテル・コルテシア東京」に就職して4年目の新人フロントクラーク。

### 警視庁
本宮
捜査一課。面倒を見るよう命じられ新人の新田とコンビを組む。
関根（せきね）
捜査一課。巡査。岡島孝雄殺害事件の捜査に動員される。
稲垣（いながき）
捜査一課係長。新田と本宮の上司。

### コルテシア東京
藤木（ふじき）
総支配人。コルテシア大阪へ応援兼、教育係として出張するよう尚美に命じる。
久我（くが）
フロントオフィス・マネージャー。
杉下（すぎした）
ベルボーイ。尚美の1年先輩。

### それぞれの仮面
宮原 隆司（みやはら りゅうじ）
尚美の大学時代の交際相手。尚美が所属していた映画研究会の先輩で、映画『グランド・ホテル』の話題で意気投合し、交際が始まった。
大学卒業後は中堅ゼネコンに就職するも、会社が倒産。その後、大阪の不動産会社に再就職したのを機に尚美との関係は終わりを迎えた。
再就職先でもリストラに遭い、現在は従姉のつてで「大山プロダクション」の大山のマネージャーとして働き、2年前には結婚したと自称している。
気弱な性格だが、尚美に対しては細やかな配慮を見せる一面があった。
西村 美枝子（にしむら みえこ）
コルテシア東京の宿泊客（1105号室）。ブランド品で身を固めた長身の女性。
北新地のクラブホステスで、宮原はそこで知り合い、不倫関係になったと尚美に明かす。
大山 将弘（おおやま まさひろ）
宮原から「大将」と呼ばれる2年前に引退した元プロ野球選手。
現在は妻が社長を務める「大山プロダクション」に所属し、タレントや野球解説者として活動している。
テレビ番組の企画でスペインへサッカー観戦に向かう前、宮原や後輩選手とともにコルテシア東京に宿泊し出発までの時間を過ごす。

### ルーキー登場
田所 昇一（たどころ しょういち）
殺害事件の被害者。48歳。ランニング中に何者かに背中と腹部を刺され、病院に搬送されるも間もなく死亡が確認される。
複数の飲食店を経営する実業家であり、人望が厚く、部下には家族との時間を大切にするよう諭す人物であった。
田所 美千代（たどころ みちよ）
昇一の妻。37歳。京橋で料理教室を主宰する。明るく細やかな気配りから、料理教室のサイトには生徒たちから好意的なメッセージが寄せられている。
昇一とは生徒の紹介を通じて知り合い、3年前に結婚したばかりであった。
横森 仁志（よこもり ひとし）
美千代の料理教室の生徒。うつ病と診断され会社を休職中。料理教室に通い始めた当初から、美千代に好意を抱いている。
山口 孝弘（やまぐち たかひろ）
美千代の料理教室の生徒。南北出版の社員で、美千代による料理本の出版を担当している。
岩倉（いわくら）
昇一の部下。昇一の部下の中では最も社歴が長い。新田と本宮の聞き込み調査に対応する。

### 仮面と覆面
タチバナサクラ / 玉村 薫（たまむら かおる）
性別と生年月日以外を非公表とする27歳の覆面女流作家。新人賞を受賞した過激な性描写のあるデビュー作の青春小説が注目を集め、以降ヒットを連発する。
しかしその正体は金縁眼鏡の中年男性・玉村薫で、受賞を狙い性別を偽ったと謝罪しているが、編集部はそれを逆手に取り覆面女流作家として売り出されていた。
SNSで「素顔を隠すのは容姿のせいでは」と憶測が広がり、鎮静化のため美人風の合成写真が準備されたが、加工前に誤って流出。熱狂的なファンによる正体探しが加速する。
逃走癖があることから高校生の娘が編集部の電話応対をしている。
望月 和郎（もちづき かずお）
一ツ橋出版に勤務する玉村薫（タチバナサクラ）の担当編集者。締め切りに間に合うよう玉村に新作を執筆させるため、コルテシア東京に缶詰状態にする。
自らを「動物園の飼育係と同じ」と割り切り玉村が逃亡せず執筆に専念するよう監視、タチバナサクラの正体を知った尚美に対し、秘密保持への協力を依頼する。
目黒 和則（めぐろ かずのり）
タチバナサクラの熱狂的なファンである5人組の一人。黒縁眼鏡を着用。年齢不詳で、中年とも高校生とも見える風貌。栃木県在住。
犬飼（いぬかい）
タチバナサクラの熱狂的なファン5人組の一人。静岡県在住。5人の中では比較的強気な言動が目立つ。
今村 祐二（いまむら ゆうじ）
出版社「灸英社」の文芸書籍編集部に勤務する編集者。タチバナサクラに執筆を依頼するため、コルテシア東京を訪問する。

### マスカレード・イブ
岡島 孝雄（おかじ またかお）
殺害事件の被害者。泰鵬大学理工学部教授。52歳。研究室では半導体の新素材を作る技術を研究していた。
刃渡り20センチと推定される鋭利な刃物で背後から心臓を刺されショック死した遺体が教授室で発見される。
穂積 理沙（ほづみ りさ）
八王子南署生活安全課に勤務する女性警察官。岡島殺害事件の特捜本部が同署に設けられたことをきっかけに、新田とコンビを組む。
がっしりとした体格に丸顔のおっとりした雰囲気で、警官らしからぬ印象。明るくおしゃべり好きな性格で、突飛な推理を繰り出しては新田を呆れさせる。
悪を許せないという信念から警察官になったものの、男性の補助役に回りがちな現実に内心では葛藤を抱えている。
それでも地道に職務を全うしようと努める姿勢が聞き込み調査をされた尚美の心を動かし、事件解決の鍵となる証言を引き出す。
南原 定之（なんばら さだゆき）
泰泰鵬大学理工学部准教授。40代半ばでありながら洗練された印象の男性。自身の強みは実行力だと考えている。
岡島と共に半導体の新材料を研究していたが、自身が特許を持つ「極限点におけるMKE製法」の技術を岡島が不採用とし、地位と巨額の富を得る機会が潰える。
そのため岡島殺害の動機を持つ人物として新田たちの捜査線上に浮かび上がる。
畑山 玲子（はたけやま れいこ）
美容サロンやフィットネスクラブを経営する女社長。40歳ながらも若々しく、ハスキーボイスが印象的で、薔薇の香水を愛用している。
横浜の資産家である父・輝信の一人娘として育ち、大学卒業後に2年間アメリカへ留学し、外資系企業での経験を経て、30歳で父の支援を受け起業した。
南原と同じ日にコルテシア大阪に宿泊していたことから、南原の不倫相手ではないかという疑惑が持たれる。
山本
岡島の助手。岡島の遺体の第一発見者のひとり。
大学に聞き込みに訪れた新田に対し、半導体の新素材を作る技術開発で岡島と南原の間に確執があったことを伝える。
鈴木
岡島の研究室の学生。岡島の遺体の第一発見者のひとり。
岡島の遺体発見当日の朝、いつもと違う駐車場に岡島の車が駐車されていることに気づいたと新田に証言する。
田代
コルテシア大阪の若手フロントクラーク（男性）。
吉村
コルテシア大阪のアシスタント・マネージャー。コルテシア大阪へ聞き込みに現れた穂積に尚美を紹介する。
畑山 輝信（はたけやま てるのぶ）
玲子の父親。82歳。春に倒れ意識不明の状態が続いており予断を許さない状況。
前村
玲子が経営する男性専用美容サロンの女性店長。30歳前後。南原と畑山の接点を調べるため来店した新田たちに対応する。
畑山 義之（はたけやま よしゆき） / 矢部 義之（やべ よしゆき）
玲子の夫であり、畑山家の婿養子。50歳前後。玲子の会社の専務取締役を務め、仕事上では旧姓の「矢部」を名乗っている。
年齢は玲子より10歳年上。玲子の「愛・勇気・運」を集約した事業の才能に深く感銘を受け、彼女を愛し守りたいという強い意志を持つ。
伊村 由里（いむら ゆり）
銀座のホステス。28歳。自宅マンション近くの路地で倒れているところを発見されるが、間もなく死亡が確認される。

## 書誌情報
文庫本：2014年8月21日発売 集英社文庫 ISBN 978-4-08-745216-7
| タイトル           | 初出                       |
| ------------------ | -------------------------- |
| それぞれの仮面     | 『小説すばる』2013年02月号 |
| ルーキー登場       | 『小説すばる』2013年07月号 |
| 仮面と覆面         | 『小説すばる』2014年11月号 |
| マスカレード・イブ | 書き下ろし                 |